# Moshe Sharett
Moshe Sharett (Hebreeuws: משה שרת) geboren als Moshe Shertok (Hebreeuws: משה שרתוק) (Cherson, 15 oktober 1894 — Jeruzalem, 7 juli 1965) was de tweede premier van Israël.

## Levensloop
Sharett werd geboren in Rusland (tegenwoordig Oekraïne) in 1894 als Moshe Shertok. Hij emigreerde in 1906 naar Palestina. Zijn familie behoorde tot de oprichters van de stad Tel Aviv. Na de middelbare school studeerde hij rechten in Istanboel.
Tijdens de Eerste Wereldoorlog diende hij als vertaler in het Turkse leger. Na die oorlog werkte hij als landopkoper voor een Palestijns-Joodse organisatie. Hij werd lid van Ahdut Ha'Avoda en later de Mapai. In 1922 ging hij studeren aan de London School of Economics. Van 1925 tot 1931 werkte hij als journalist. Na zijn terugkeer in Palestina in 1931 kwam hij te werken voor de Jewish Agency. In 1933 werd hij benoemd tot hoofd van deze organisatie. Deze positie bleef hij bekleden tot de stichting van de staat Israël.
Hij sprak vloeiend Arabisch, wat hem een baan opleverde als werknemer van de net opgerichte vakcentrale de Histadroet. Tussen 1933 en 1948 leidde hij de onderhandelingen tussen de Zionisten en het Britse mandaatgebied Palestina. Dit leidde uiteindelijk tot oprichting van de staat Israël.
Door zijn ervaring op dit gebied werd Sharett de eerste Minister van Buitenlandse Zaken van Israël. Zijn grootste succes was het bestandsakkoord van 1949, waarin de Arabisch-Israëlische Oorlog van 1948 officieel ten einde kwam. Omdat de Israëlische afgevaardigde net als die van de Arabische landen het protocol tekende dat uitging van a) respect voor de Groene lijn, b) Jeruzalem als Internationale stad en c) de terugkeer van de Palestijnse vluchtelingen en herstel van hun eigendommen, kon Israël nog dezelfde dag 12 mei 1949 als lidstaat toetreden tot de Verenigde Naties. Ook kwam het Verdrag van Luxemburg tot stand met de Bondsrepubliek Duitsland over betalingen in het kader van de Wiedergutmachung.
Na het eerste aftreden van David Ben-Gurion in 1954 diende Sharett net geen twee jaar als premier (van januari 1954 tot november 1955), terwijl hij ook de post Buitenlandse Zaken behield. Hij stond te boek als een gematigde leider die de diplomatie met buurlanden voorstond. Onder zijn premierschap speelde de Lavon-affaire. Hij werd echter - na verkiezingen - in 1955 weer van zijn positie verdrongen door Ben-Gurion.
Sharett diende onder hem weer als minister van Buitenlandse Zaken en werd weer voorzitter van de Jewish Agency tot 1960.
Ben-Gurion ontsloeg hem in juni 1956 als minister en verving hem door Golda Meïr, die sympathieker stond tegenover zijn ideeën, met name tegenover het voornemen van Ben-Gurion om Egypte aan te vallen (wat gebeurde in oktober 1956, gedurende de Suezcrisis). In de Israëlische partij Mapai waren er toen twee stromingen met betrekking tot het Israëlisch-Arabische conflict: een die via dialoog en diplomatie met de Arabieren tot vrede wilde komen (met Moshe Sharett als exponent) en een die de weg van militaire suprematie voorstond (met David Ben-Gurion als belangrijkste exponent).
- Bibliothèque nationale de France: cb12056019b (data)
- CiNii: DA05313772
- Gemeinsame Normdatei: 119376113
- International Standard Name Identifier: 0000 0000 8078 7640
- Library of Congress Control Number: n80121163
- National Archives and Records Administration: 18500505
- Nationale Bibliotheek van Tsjechië: jo20191054645
- Nationale Bibliotheek van Israël: 987007267945605171
- Nederlandse Thesaurus van Auteursnamen: 071563903
- Réseau des bibliothèques de Suisse occidentale: 02-A023529577
- LIBRIS: 396509
- SNAC: w64x5z2r
- Système universitaire de documentation: 027546977
- Virtual International Authority File: 30880
- WorldCat: E39PCjyvBJWmtM9PfGgpGChbkC

David Ben-Gurion (1948–1954) ·
Moshe Sharett (1954–1955) ·
David Ben-Gurion (1955–1963) ·
Levi Eshkol (1963–1969) ·
Yigal Allon (1969) ·
Golda Meïr (1969–1974) ·
Yitzhak Rabin (1974–1977) ·
Shimon Peres (1977) ·
Menachem Begin (1977–1983) ·
Yitzhak Shamir (1983–1984) ·
Shimon Peres (1984–1986) ·
Yitzhak Shamir (1986–1992) ·
Yitzhak Rabin (1992–1995) ·
Shimon Peres (1995–1996) ·
Benjamin Netanyahu (1996–1999) ·
Ehud Barak (1999–2001) ·
Ariel Sharon (2001–2006) ·
Ehud Olmert (2006–2009) ·
Benjamin Netanyahu (2009–2021) ·
Naftali Bennett (2021–2022) ·
Yair Lapid (2022) ·
Benjamin Netanyahu (2022–heden)